# Giuseppe Dessì
Giuseppe Dessì (n. 7 august 1909, Cagliari, Regatul Italiei – d. 6 iulie 1977, Roma, Italia) a fost un scriitor italian.
A câștigat Premiul Strega în 1972 pentru Paese d'ombre.